# Primula silaensis
Primula silaensis är en viveväxtart som beskrevs av Marcel Georges Charles Petitmengin. Primula silaensis ingår i släktet vivor, och familjen viveväxter. Inga underarter finns listade i Catalogue of Life.